# 이준호 (체조 선수)
이준호(1995년 10월 22일 ~ )는 2020년 하계 올림픽에서 대한민국을 대표한 대한민국의 남자 기계 체조 선수이다. 2018년 아시안 게임 단체전에서는 동메달을 획득했다. 아시아 선수권에서 3회 동메달을 획득했다.

## 어린 시절
이준호는 1995년 서울특별시에서 태어났다. 열 살 때 체조를 시작했다.

## 경력
이준호는 2012년 아시아선수권에서 마루운동 부문에서 시라이 겐조, 김한솔에 이어 동메달을 획득했다. 2015년 하계 유니버시아드에서 한국을 대표해 일본에 이어 은메달을 획득하도록 도왔다. 이후 2015년 아시아선수권에서는 한국대표팀과 철봉 부문에서 동메달을 획득했다. 2015년 세계 기계 체조 선수권 대회에 데뷔했고, 한국은 단체 결승에서 7위를 차지했다.